# Botik Piotra Wielkiego

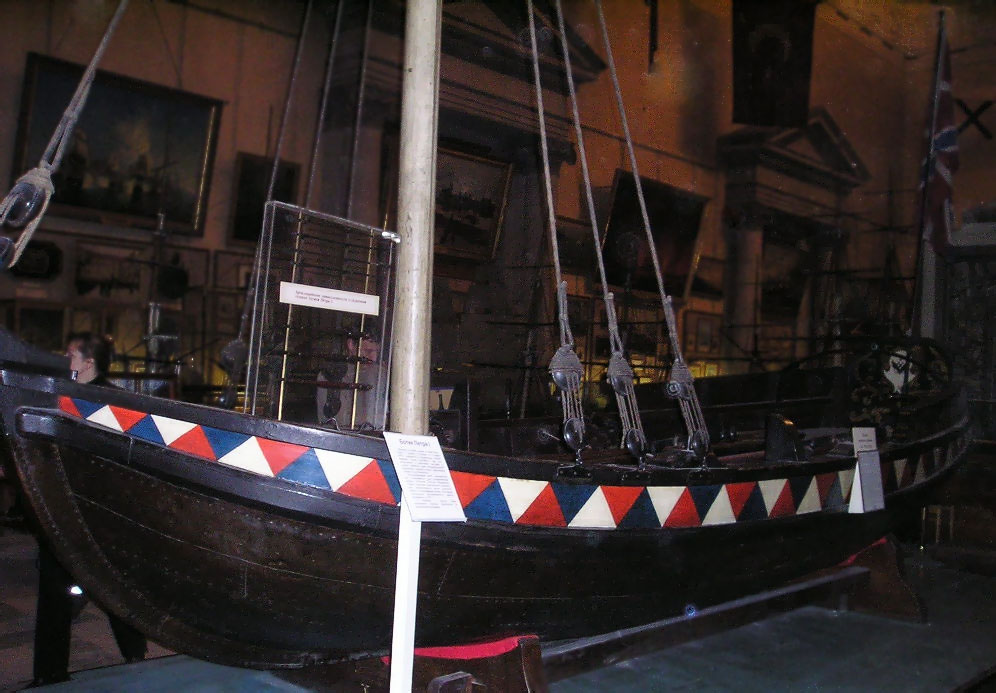
Botik Piotra Wielkiego w Centralnym Muzeum Marynarki Wojennej w Petersburgu

Botik Piotra Wielkiego – pochodząca z połowy XVIII wieku niewielkich rozmiarów drewniana łódka należąca do cara Piotra I Wielkiego. Znajduje się w zbiorach Centralnego Muzeum Marynarki Wojennej w Petersburgu. Nazywana jest „dziadkiem rosyjskiej floty”.
Wykonana w stylu angielskim łódka została zbudowana około 1640 roku albo w Anglii i przewieziona stamtąd do Rosji, albo w samej Rosji przez holenderskich szkutników. Zainteresowany żeglugą nastoletni Piotr odnalazł ją w 1688 roku podczas pobytu w podmoskiewskiej wsi Izmajłowo wśród rzeczy należących niegdyś do jego dziadka z bocznej linii, Nikity Romanowa. Jednostka ma siedem metrów długości i dwa metry szerokości. Na stewie rufowej posiada ster obsługiwany za pomocą rumpla. Za radą swoich holenderskich doradców, Franza Timmermana i Karstena Brandta, car wyremontował zaniedbaną łódź i wyposażył ją w maszt, dzięki czemu można nią było żeglować zarówno z wiatrem, jak i pod wiatr. Na burtach zaś ustawił cztery małe działka o kalibrze ⅓ funta. Odrestaurowaną łódź car chciał wypróbować na rzece Jauzie, okazała się jednak za mała i w końcu trafiła na Jezioro Perejasławskie.
W 1701 roku łódź przeniesiono na moskiewski Kreml, gdzie umieszczono ją w specjalnie wybudowanym pawilonie usytuowanym koło dzwonnicy Iwana Wielkiego. W 1722 roku z rozkazu cara z okazji zawarcia pokoju w Nystad wystawiono ją na widok publiczny, a następnie przetransportowano do Petersburga, gdzie została początkowo umieszczona w ławrze Aleksandra Newskiego. W sierpniu 1723 roku jednostka wzięła udział w uroczystej defiladzie na Newie, po czym trafiła do Twierdzy Pietropawłowskiej, gdzie została postawiona na postumencie. Zgodnie z rozkazem cara, corocznie w dzień podpisania pokoju w Nystad (30 sierpnia?/10 września) jednostka miała być wodowana na Newie. W 1745 roku ponownie wzięła udział w defiladzie, wyprawionej z okazji ceremonii zaślubin Katarzyny Wielkiej z Piotrem III. W latach 60. XVIII wieku carowa poleciła wznieść dla ochrony łodzi pawilon, w którym ją umieszczono. Traktowana jako symbol narodzin i potęgi rosyjskiej floty jednostka była otaczana wielkim kultem. W 1872 roku, z okazji 200. rocznicy urodzin Piotra I, łódź zaprezentowano na wystawie w Moskwie. W chwili przybycia do miasta powitano ją 101 wystrzałami armatnimi.
W 1928 roku łódź przeniesiona została do Peterhofu, a od 1940 roku eksponowana jest w Centralnym Muzeum Marynarki Wojennej w Petersburgu. 